# Nailed to Obscurity
Nailed to Obscurity ist eine Melodic-Death-Doom-Metal-Band, die ursprünglich aus Esens in Ostfriesland stammt.

## Geschichte
Die Band wurde 2005 von den beiden Gitarristen Jan-Ole Lamberti und Volker Dieken in Esens (Ostfriesland / Niedersachsen) gegründet. Nach kurzer Zeit und nur weniger erster Proben wurde der ursprüngliche Sänger Frank Busker durch Alexander Dirks ersetzt. Bereits wenige Zeit später stieß Jann Hillrichs zur Band und ersetzte Saverio Girolamo am Schlagzeug. Carsten Schorn, der den ursprünglichen Bassisten Wilko Fimmen ersetzte, stieg unmittelbar vor der Aufnahme des ersten Albums in die Band ein.
Im Jahr 2007 wurde das erste vollständige Album Abyss... im Soundlodge Studio von Jörg Uken produziert. 2012 trennte sich die Band vom langjährigen Sänger Alexander Dirks. Am 20. September 2013 wurde das Album Opaque bei Apostasy Records veröffentlicht, wo die Band seit dem Jahr unter Vertrag stand. Es das erste Album mit Raimund Ennenga als Sänger. Produziert wurde Opaque zusammen mit Lasse Lammert im LSD Studio; das Artwork stammt von Ben Borucki.
Am 3. Februar 2017 veröffentlichte die Band ihr Album King Delusion, das wie sein Vorgänger ebenfalls über Apostasy Records herausgebracht wurde. Produziert wurde es von V. Santura im Woodshed Studio in Landshut, Bayern. Das Artwork stammt vom argentinischen Maler und Künstler Santiago Caruso.
Im Jahr 2018 unterschrieb die Band einen Plattenvertrag mit Nuclear Blast und veröffentlichte dort am 11. Januar 2019 ihr bis dahin erfolgreichstes Album Black Frost, welches Platz 37 in den deutschen Albumcharts belegte. Produziert wurde das Album erneut von V. Santura und auch das Artwork wurde wieder von Santiago Caruso kreiert.  

## Bandmitglieder

Nailed to Obscurity
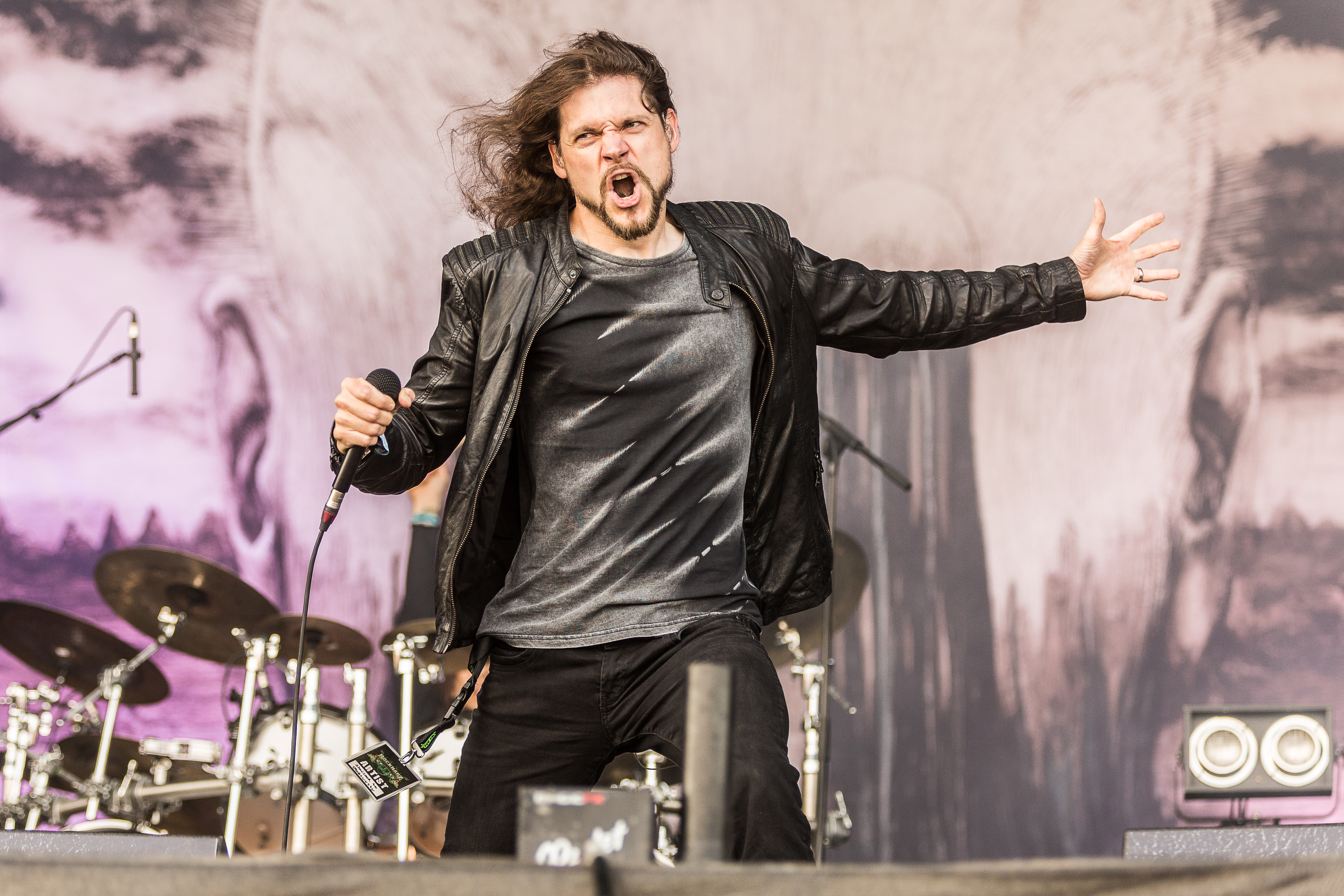
Sänger Raimund Ennenga live auf dem Rockharz Open Air 2019
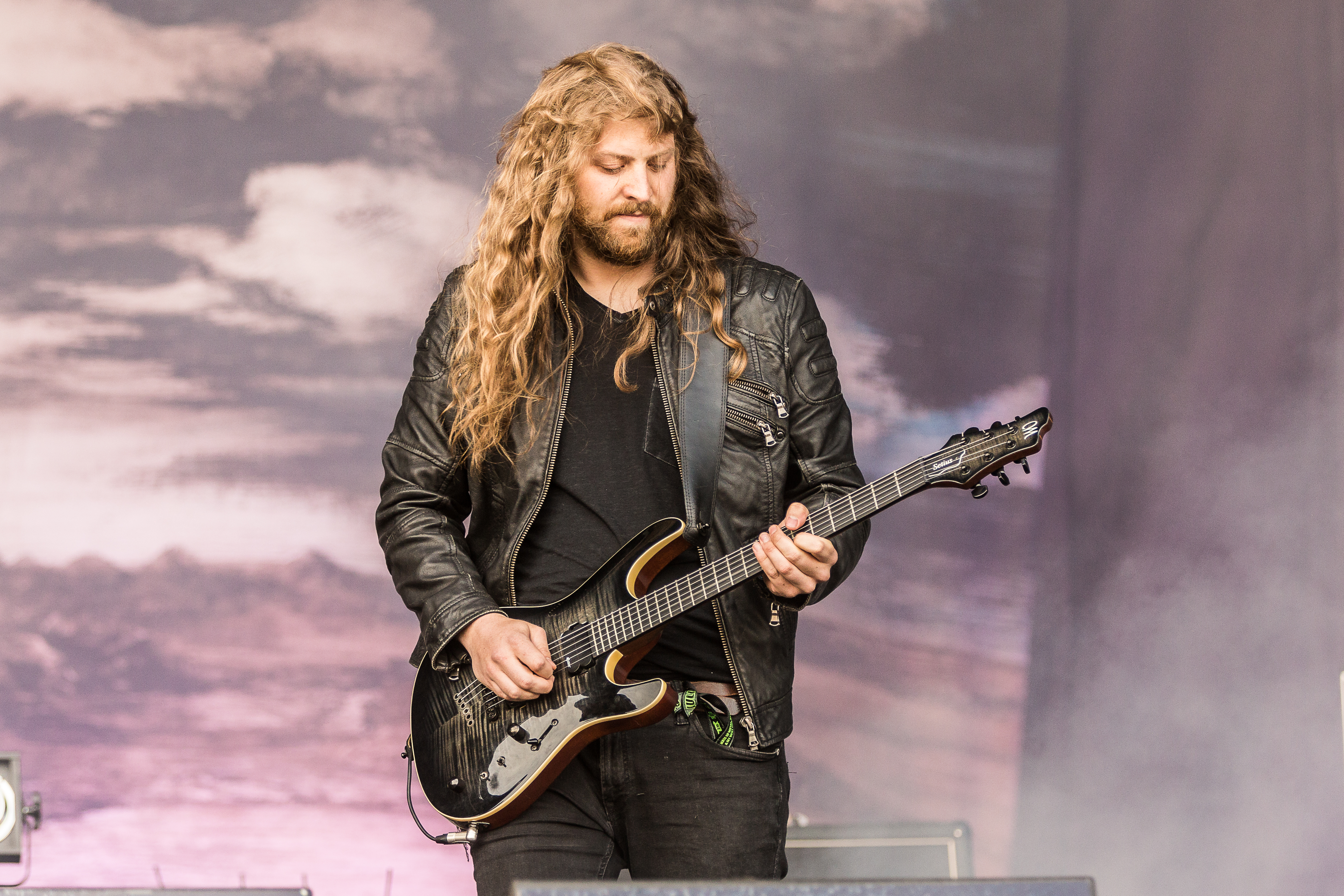
Gitarrist Jan-Ole Lamberti live auf dem Rockharz Open Air 2019
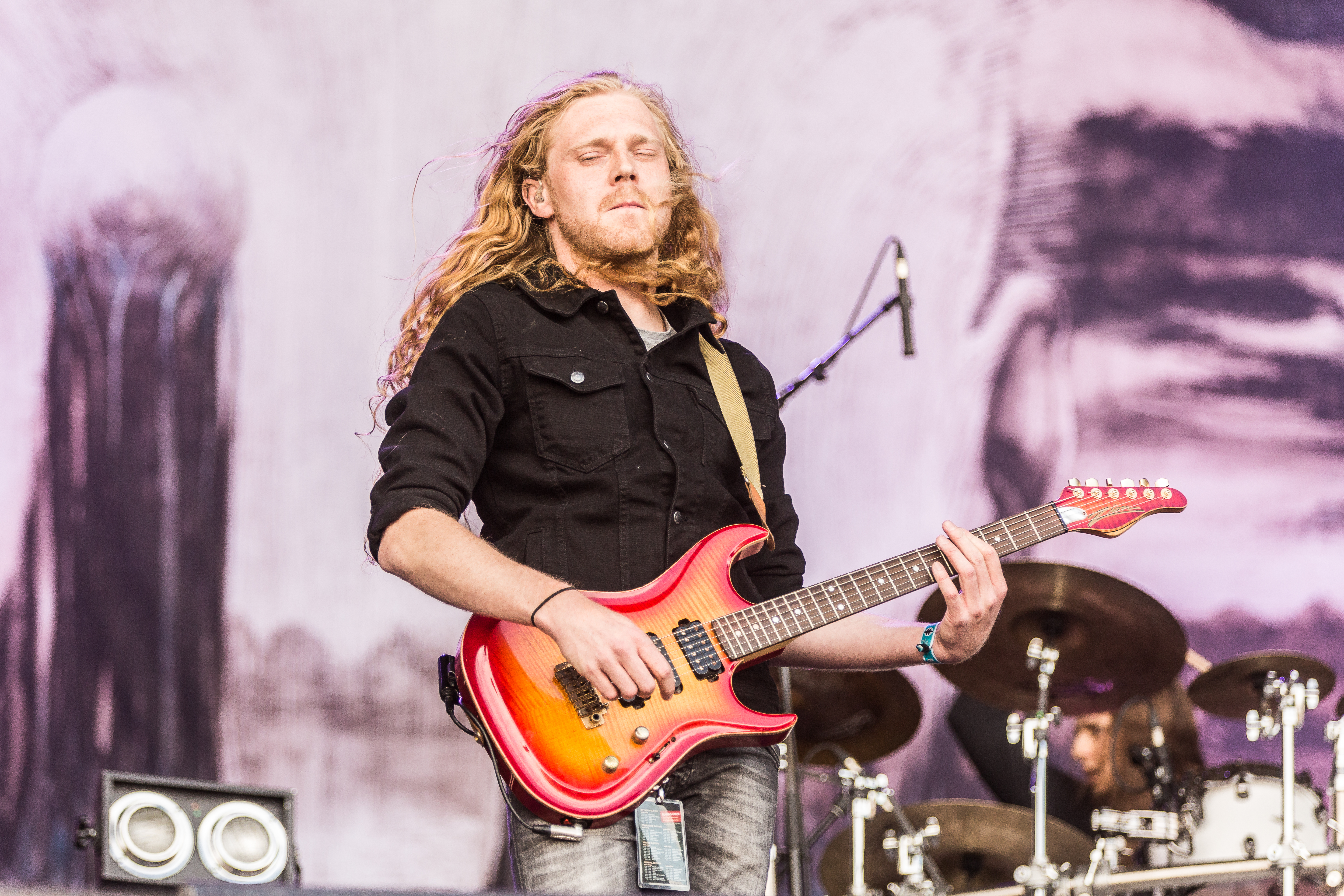
Gitarrist Volker Dieken live auf dem Rockharz Open Air 2019
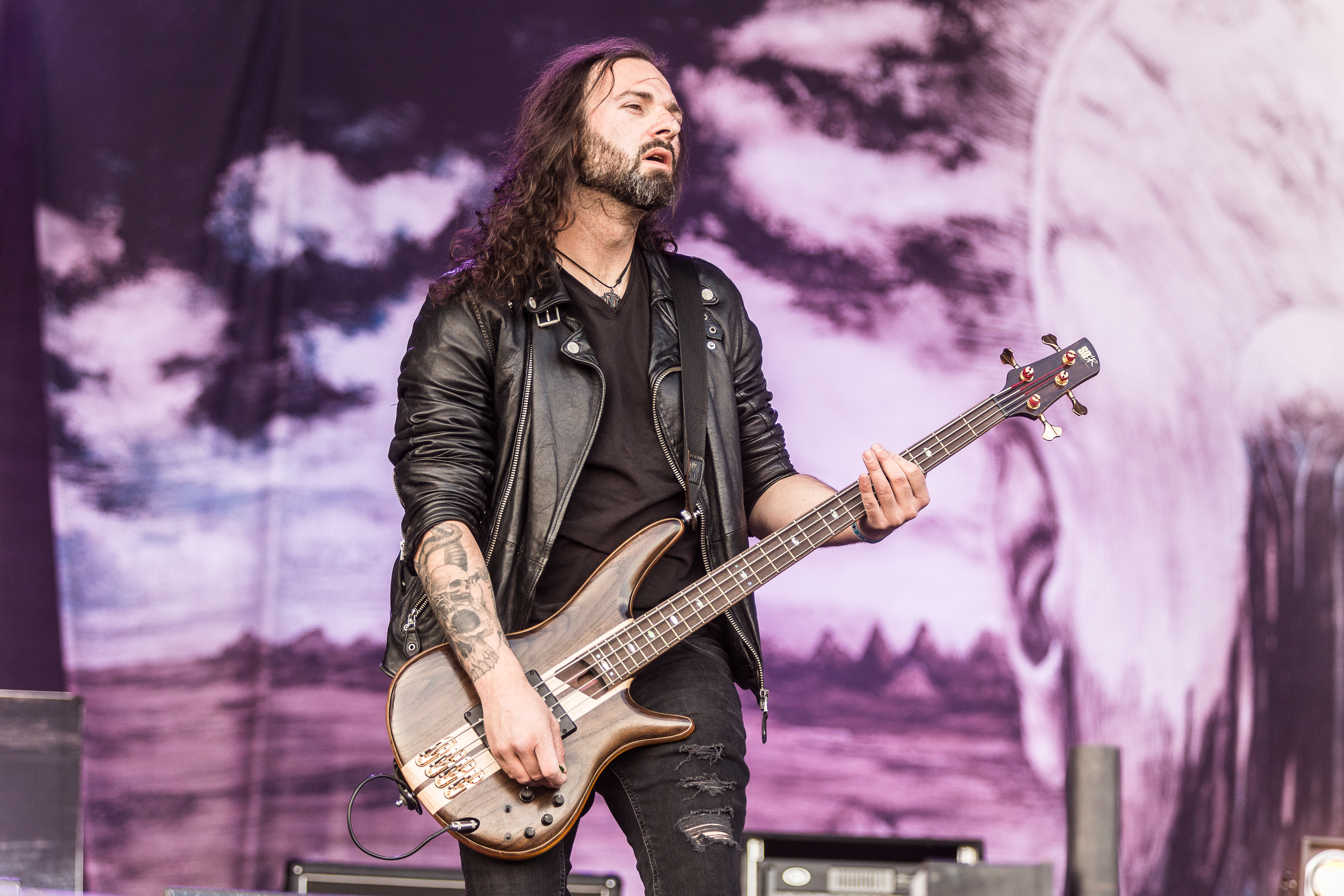
Bassist Carsten Schorn live auf dem Rockharz Open Air 2019
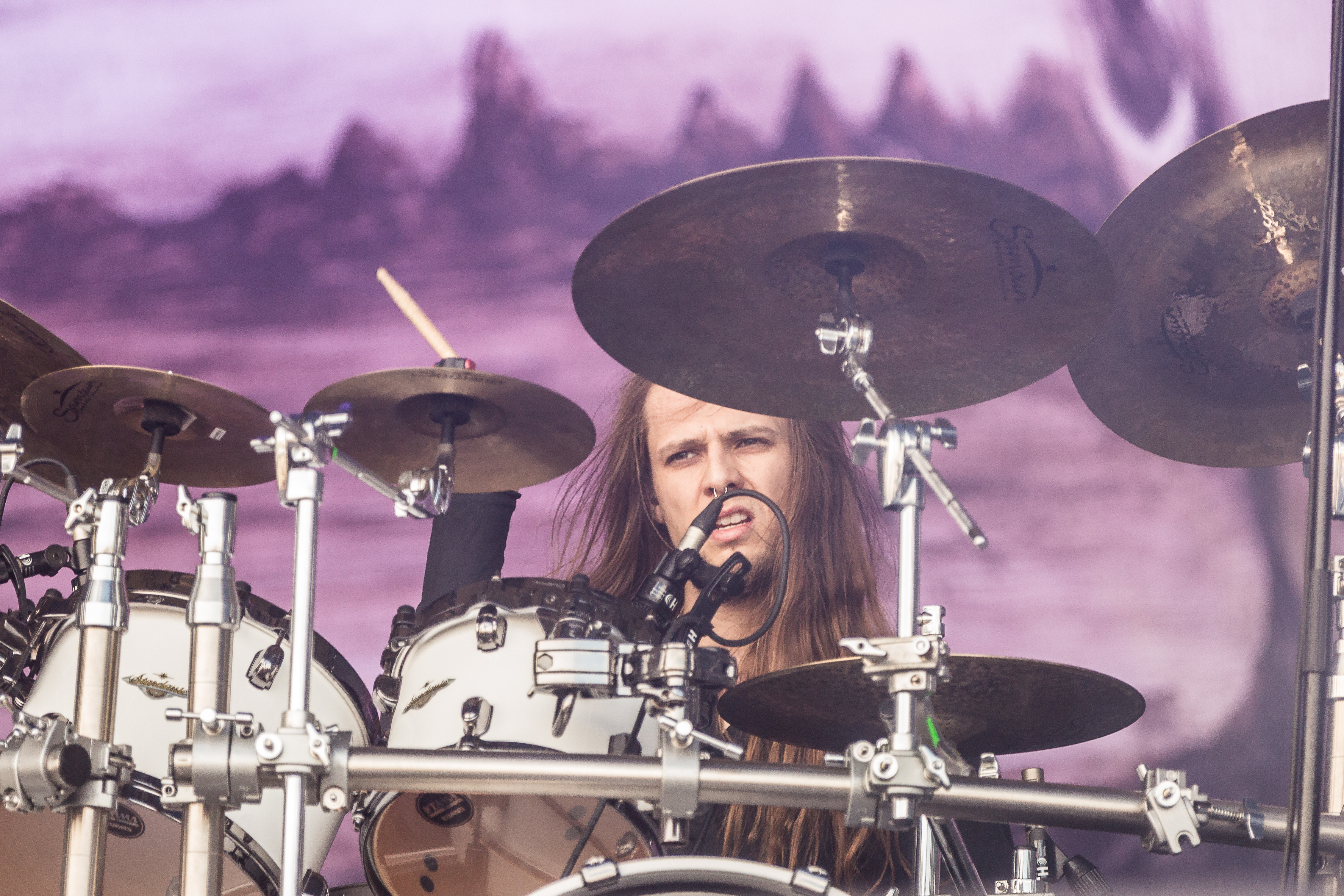
Schlagzeuger Jann Hillrichs live auf dem Rockharz Open Air 2019

## Diskografie
- 2005: Our Darkness (Demo)
- 2007: Abyss … (Album)
- 2013: Opaque (Album, Apostasy Records)
- 2017: King Delusion (Album, Apostasy Records)
- 2019: Black Frost (Album, Nuclear Blast)